# Prøvesølv
Prøvesølv er en betegnelse for sølv med en bestemt og kontrolleret finhed. 
I 1888 indførtes i Danmark ved lov en ordning om stempling af guld og sølv. Kravet for stempling af sølv fastsattes til, at andelen af rent sølv skulle være mindst 826/1000. Finheden skulle stemples i 1000-dele, og sølvsmeden skulle anbringe sit stempel. Københavns prøvesølv kaldes også tretårnet sølv efter Købehavns tre tårne i stemplet.